# Believe (àlbum de Justin Bieber)
Believe és el tercer àlbum d'estudi de l'artista canadenc Justin Bieber. Fou publicat el 15 de juny de 2012 sota el segell d'Island Records. L'àlbum demostra un cert distanciament del so teen pop dels seus treballs anteriors, i incorpora elements de dance-pop i de R&B. Bieber col·laborà amb un ampli grup de productors –entre els quals Darkchild, Hit-Boy, Diplo i Max Martin– per intentar desenvolupar una obra més madura. Bieber coescrigué dotze cançons (més tres pistes bonus de l'edició deluxe) juntament amb compositors que contractà, i la música fou composta per músics de sessió.
El senzill «Boyfriend» fou publicat com a senzill principal de l'àlbum el 26 de març de 2012. La cançó rebé molta varietat de crítiques, moltes de les quals comparaven Bieber amb el vocalista Justin Timberlake. El senzill fou un èxit comercial, i debutà al número dos de la llista Billboard Hot 100, amb 521.000 unitats digitals venudes en la setmana inaugural.

## Llista de cançons

### Edició estàndard
| Núm. | Títol                                   | Composició | Productor(es) | Durada |
| ---- | --------------------------------------- | --- | ------------- | ------ |
| 1.   | «All Around the World» (amb Ludacris)   | Adam Messinger; Justin Bieber; Nasri Atweh; Nolan Lambroza                                                                                    |               | 4:03   |
| 2.   | «Boyfriend»                             | Justin Bieber; Matthew Musto; Mike Posner |               | 2:52   |
| 3.   | «As Long As You Love Me» (amb Big Sean) | Andre Lindal; Justin Bieber; Nasri Atweh; Rodney Jerkins                                                                                      |               | 3:49   |
| 4.   | «Catching Feelings»                     | Justin Bieber |               | 3:54   |
| 5.   | «Take You»                              | Justin Bieber |               | 3:42   |
| 6.   | «Right Here» (Amb Drake)                | Antonio Dixon; Eric Dawkins; Justin Bieber |               | 3:24   |
| 7.   | «Fall»                                  | Jacob Luttrell; Justin Bieber |               | 4:08   |
| 8.   | «Die In Your Arms»                      | Alphonso Mizell; Berry Gordy, Jr.; Freddie Perren; Herb Rooney; Justin Bieber; Kelly Lumpkins; Rodney Jerkins; Thomas Lumpkins; Travis Sayles |               | 3:57   |
| 9.   | «Thought Of You»                        | Ariel Rechtshaid; Justin Bieber |               | 3:50   |
| 10.  | «Beauty and a Beat» (amb Nicki Minaj)   | Max Martin; Onika Maraj; Savan Kotecha; Anton Zaslavski                                                                                       |               | 3:46   |
| 11.  | «One Love»                              | Justin Bieber |               | 3:49   |
| 12.  | «Be Alright»                            | Dan Kanter; Justin Bieber |               | 3:11   |
| 13.  | «Believe»                               | Adam Messinger; Justin Bieber; Nasri Atweh; Nolan Lambroza                                                                                    |               | 3:42   |